# 乌兰察布站
乌兰察布站位于中华人民共和国内蒙古自治区乌兰察布市察哈尔右翼前旗黄旗海镇老羊圈村，是京包客运专线张呼段和乌大高速铁路的一座车站，站场规模为3台7线。本站于2014年开工，2017年5月开始有综合检测车进入该站，执行张呼客专联调联试。本站于2017年8月3日开通，由中国铁路呼和浩特局集团集宁车站管辖，初期开行呼和浩特东至乌兰察布1.5对、包头至乌兰察布2对普通动车组列车，2020年7月24日开通始发进京列车。

## 车站结构

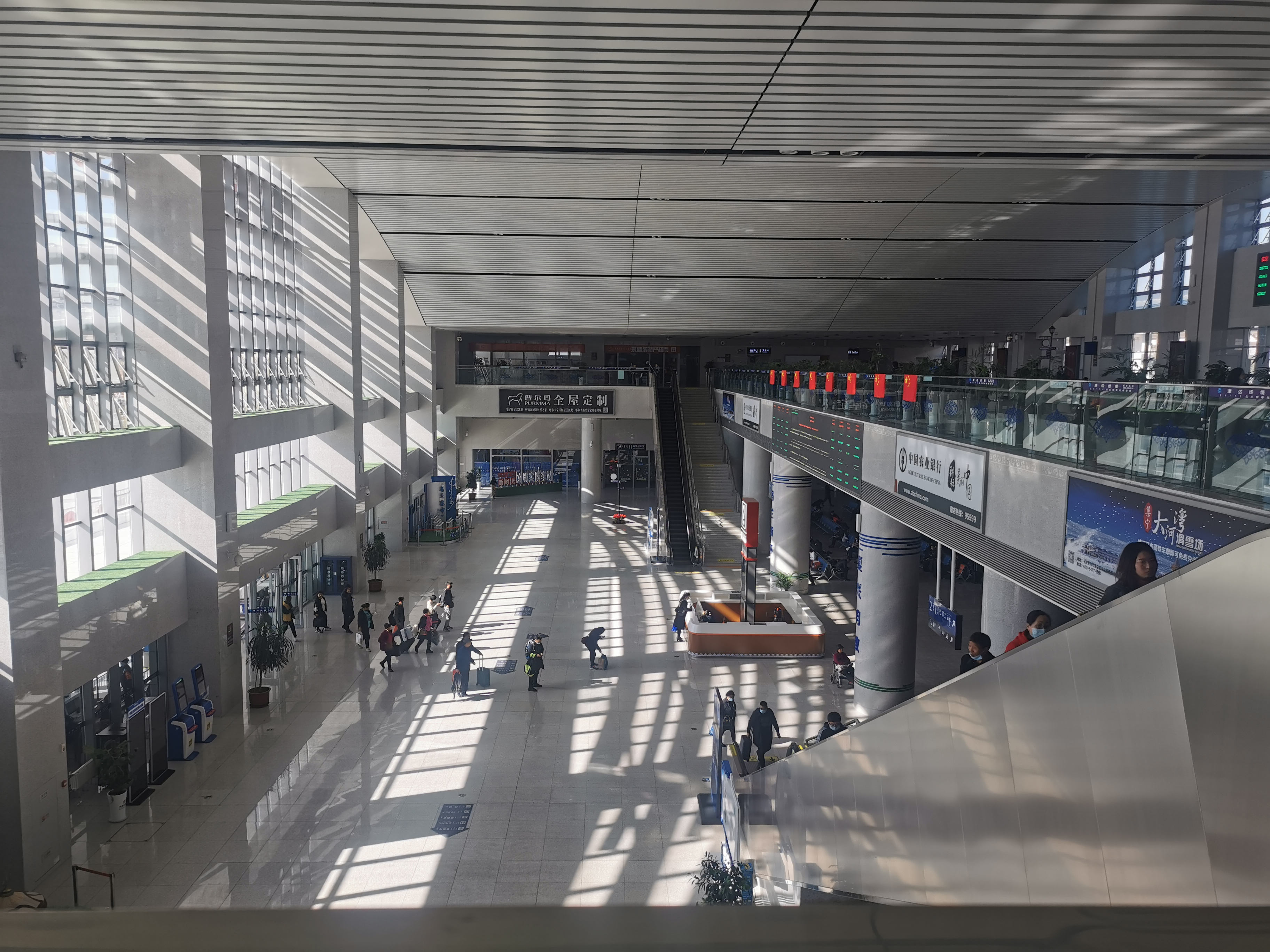
乌兰察布站一楼大厅

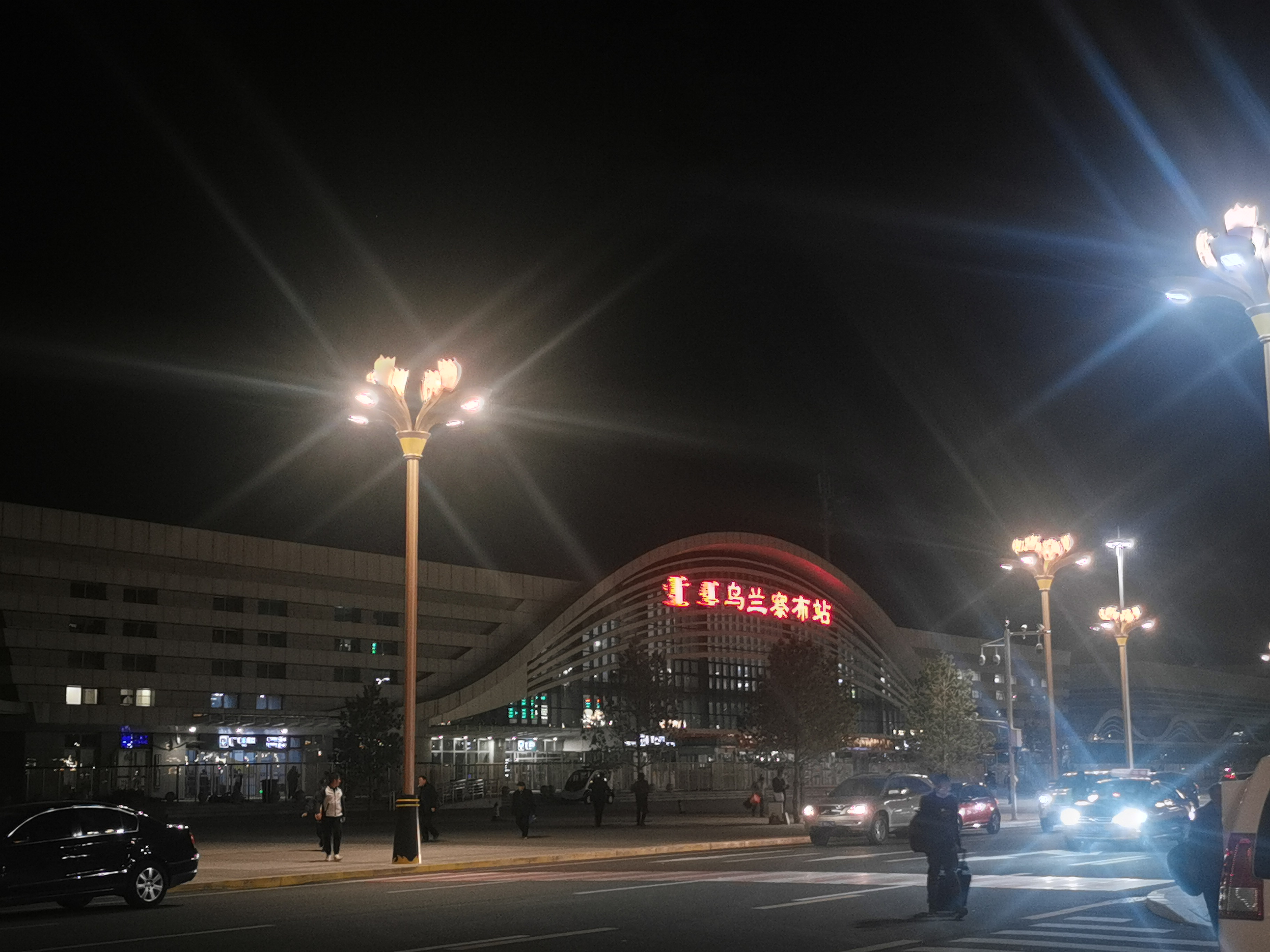
乌兰察布站夜景

乌兰察布站采用线侧下式站房，站房建筑面积11949平方米，设计最高聚集人数为2500人，建筑外观融入哈达及蒙古包等意象，站场设3个站台、7条到发线（其中2条为正线）。
| 2F | 5站台    | 京包客运专线 往北京北方向（兴和北） |
| 2F | 島式月台 |                                     |
| 2F | 4站台    | 京包客运专线 往北京北方向（兴和北） |
| 2F | 通过线   | 京包客运专线 上行列车               |
| 2F | 通过线   | 京包客运专线 下行列车               |
| 2F | 3站台    | 京包客运专线 往包頭方向（卓资东）   |
| 2F | 島式月台 |                                     |
| 2F | 2站台    | 京包客运专线 往包頭方向（卓资东）   |
| 2F | 1站台    | 京包客运专线 往包頭方向（卓资东）   |
| 2F | 側式月台 |                                     |
| 2F | 站房     | 候车、检票、办公区域                |
| 1F | 站房     | 出站口、进站口、售票处              |
| 1F | 联外区域 | 站前广场、停车场、公交站            |